# La Luz, Durango
La Luz är en ort i Mexiko.   Den ligger i kommunen Gómez Palacio och delstaten Durango, i den centrala delen av landet, 800 km nordväst om huvudstaden Mexico City. La Luz ligger 1 109 meter över havet och antalet invånare är 983.
Terrängen runt La Luz är mycket platt. Runt La Luz är det tätbefolkat, med 319 invånare per kvadratkilometer. Närmaste större samhälle är Poanas, 7,7 km väster om La Luz. Omgivningarna runt La Luz är i huvudsak ett öppet busklandskap.